# Струйская, Маргарита Николаевна
Маргарита Николаевна Струйская (1772—1859) — российская переводчица

.

## Биография
Маргарита Струйская родилась в 1772 году; происходила из дворянской семьи; старшая дочь поэта и издателя Николая Еремеевича Струйского от его второй жены Александры Петровны Озеровой (1754/58—1840), которая родила восемнадцать детей, из которых до совершеннолетия дожили только восемь. 
Целыми днями сидела она в кабинете отца, куда только она одна и допускалась, и под диктовку последнего записывала его многочисленные стихотворения и переводы с иностранных языков. 
Из собственных переводов М. Н. Струйской, при её жизни, был напечатан только один — «Завещание некоторого отца своим дочерям, изданное покойным доктором Григорьем в Эдинбурге». Перевод относится к 1791 году, подписан «Маргарита Стр***» и печатанием помечен «Во граде св. Петра», что, согласно «Русскому биографическому словарю», неверно; в «РБСП» говорится, что «книга несомненно отпечатана в Рузаевке, в типографии отца С.».
Маргарита Николаевна Струйская скончалась в 1859 году в родовом имении Рузаевке.